# 萨万特瓦迪
萨万特瓦迪（Sawantwadi），是印度马哈拉施特拉邦辛杜杜尔格县的一个城镇。总人口22871（2001年）。

## 人口
该地2001年总人口22871人，其中男性11536人，女性11335人；0—6岁人口2390人，其中男1262人，女1128人；识字率81.95%，其中男性为84.88%，女性为78.96%。